# Klaxit
Klaxit, anciennement WayzUp, est une entreprise française spécialisée dans le covoiturage domicile-travail. Depuis avril 2023, elle est la propriété de BlaBlaCar, et est intégrée dans son département BlaBlaCar Daily. 

## Historique
En septembre 2013, lors de la Semaine européenne de la mobilité, Julien Honnart et Cyrille Courtière lancent l’application Wayz-Up, un service de covoiturage. Le premier territoire de développement est celui de Saint-Quentin-en-Yvelines, avec comme clients initiaux le Technocentre Renault, SNECMA, HILTI et le Crédit agricole.
Le 16 septembre 2015, la start-up annonce l’entrée à son capital de Via-ID, l’incubateur d’entreprises dédié à la mobilité de Mobivia Groupe.
Le 21 septembre 2016, La Poste lance sous la marque Bemobi des services aux entreprises optimisant l'efficacité énergétique des déplacements. Wayzup est choisie comme partenaire technologique et commercial.
En 2017, la start-up lève 1,4 million d'euros auprès du groupe RATP et met en place des expérimentations de cofinancement avec des collectivités et régions telles que Paris Île-de-France Mobilités, Orléans Métropole et, en 2018, avec le département des Alpes-Maritimes.
Née sous le nom de WayzUp, la start-up change d’identité en janvier 2018 pour devenir Klaxit, alors qu'elle lève 3 millions d’euros auprès de la RATP, Sodexo, la MAIF, Via ID et Aviva Impact Investing France (Inco)[réf. nécessaire].
En juillet 2019, Klaxit acquiert pour un montant non dévoilé IDVroom, filiale de la SNCF dédiée au covoiturage courte distance, acquérant ainsi une base client de 950 000 personnes et aussi 65 contrats d'entreprises.
En novembre 2019, Klaxit remporte pour la première fois un marché public, en devenant partenaire de la TAN (Transports à Nantes) sur le territoire de Nantes Métropole. Tous les clients TAN bénéficiaient du covoiturage dans l'agglomération pour le prix d'un ticket de bus ou gratuitement par le biais de leur abonnement. Ce contrat est caduque depuis 2023.
En octobre 2020, l'entreprise annonce l'élargissement prochain de son service à 10 nouvelles villes dont Angers, Rouen, Monaco,et Metz.
Sur l'ensemble de l'année 2020, aidée par les subventions publiques et les partenariats avec les entreprises, Klaxit affiche un taux de rentabilité positif, en dépit de la baisse de la fréquentation liée au Covid.
Le 5 mars 2023, le Journal d'Elbeuf publie des témoignages de fraude à Rouen avec l'application Klaxit dans le cadre d'un projet de 4.2 millions d'euros. Ce sujet, repris par le média caradisiac.com, donne lieu le 23 mars à un droit de réponse communiqué à ce média par la société Klaxit.
En avril 2023, Klaxit est acquise par BlaBlaCar, pour développer une offre dédiée aux collectivités et entreprises au sein de BlaBlaCar Daily.